# The Players Championship
|                     | Tävlingsinformation                   |
| ------------------- | ------------------------------------- |
| Plats               | Ponte Vedra Beach, Florida            |
| Etablerad           | 1974                                  |
| Bana                | TPC at Sawgrass, South Course (1982–) |
| Par                 | 72                                    |
| Tour                | PGA Tour                              |
| Längd               | 6 574 meter                           |
| Format              | Slagspel                              |
| Månad               | Mars                                  |
| Försvarande mästare | Rory McIlroy                          |

The Players Championship

The Players Championship (officiellt THE PLAYERS Championship) är en årlig prestigefylld golftävling på herrarnas PGA Tour i USA. Den äger rum i mars varje år. Den grundades 1974 med namnet Tournament Players Championship och spelades då på Sawgrass Country Club's Oceanside Course i Ponte Vedra Beach, Florida. Sedan 1982 spelas den på Stadium Course på samma klubb. 1988 bytte tävlingen namn till The Players Championship.
Players Championship har den högsta prissumman av alla golftävlingar, 25 miljoner dollar 2024, och kallas av bland annat media för den femte majortävlingen men den har inte majorstatus. Startfältet har de 60 högst rankade spelarna på golfens världsranking men tävlingen räknas inte som officiell på PGA European Tour där de istället har Deutsche Bank Players Championship of Europe. Vinnaren får 80 poäng på världsrankingen vilket är det högsta poängantalet utanför majortävlingarna, där vinnaren tilldelas 100 poäng.

## Segrare
| År   | Segrare                        |
| 2025 | Rory McIlroy                   |
| 2024 | Scottie Scheffler              |
| 2023 | Scottie Scheffler              |
| 2022 | Cameron Smith                  |
| 2021 | Justin Thomas                  |
| 2020 | Tävling inställd efter 1 runda |
| 2019 | Rory McIlroy                   |
| 2018 | Webb Simpson                   |
| 2017 | Kim Si-woo                     |
| 2016 | Jason Day                      |
| 2015 | Rickie Fowler                  |
| 2014 | Martin Kaymer                  |
| 2013 | Tiger Woods                    |
| 2012 | Matt Kuchar                    |
| 2011 | K. J. Choi                     |
| 2010 | Tim Clark                      |
| 2009 | Henrik Stenson                 |
| 2008 | Sergio García                  |
| 2007 | Phil Mickelson                 |
| 2006 | Stephen Ames                   |
| 2005 | Fred Funk                      |
| 2004 | Adam Scott                     |
| 2003 | Davis Love III                 |
| 2002 | Craig Perks                    |
| 2001 | Tiger Woods                    |
| 2000 | Hal Sutton                     |
| 1999 | David Duval                    |
| 1998 | Justin Leonard                 |
| 1997 | Steve Elkington                |
| 1996 | Fred Couples                   |
| 1995 | Lee Janzen                     |

| År   | Segrare         |
| 1994 | Greg Norman     |
| 1993 | Nick Price      |
| 1992 | Davis Love III  |
| 1991 | Steve Elkington |
| 1990 | Jodie Mudd      |
| 1989 | Tom Kite        |
| 1988 | Mark McCumber   |
| 1987 | Sandy Lyle      |
| 1986 | John Mahaffey   |
| 1985 | Calvin Peete    |
| 1984 | Fred Couples    |
| 1983 | Hal Sutton      |
| 1982 | Jerry Pate      |
| 1981 | Raymond Floyd   |
| 1980 | Lee Trevino     |
| 1979 | Lanny Wadkins   |
| 1978 | Jack Nicklaus   |
| 1977 | Mark Hayes      |
| 1976 | Jack Nicklaus   |
| 1975 | Al Geiberger    |
| 1974 | Jack Nicklaus   |